# The Bootleg Series Vol. 10: Another Self Portrait (1969-1971)
Albums de Bob Dylan
The 50th Anniversary Collection
(2013) The Complete Album Collection Vol. One
(2013)
The Bootleg Series Vol. 10: Another Self Portrait (1969-1971) est une compilation de Bob Dylan sortie en 2013. Ce double album est composé de prises alternatives et de chutes studio issues de l'enregistrement des albums Nashville Skyline, Self Portrait et New Morning.

## Titres
Toutes les chansons sont de Bob Dylan, sauf mention contraire.

### Disque 1
1. Went to See the Gypsy (démo) – 3:01
2. Little Sadie (sans overdubs) (trad.) – 2:02
3. Pretty Saro (inédit) (trad.) – 2:16
4. Alberta #3 (autre version) (trad.) – 2:37
5. Spanish is the Loving Tongue (inédit) (Charles Badger Clark) – 3:51
6. Annie's Going to Sing Her Song (inédit) (Tom Paxton) – 2:22
7. Time Passes Slowly #1 (autre version) – 2:18
8. Only a Hobo (inédit) – 3:25
9. Minstrel Boy (inédit) – 1:39
10. I Threw It All Away (autre version) – 2:25
11. Railroad Bill (inédit) (trad.) – 2:44
12. Thirsty Boots (inédit) (Eric Andersen) – 4:06
13. This Evening So Soon (inédit) (trad.) – 4:49
14. These Hands (inédit) (Eddie Noack) – 3:43
15. In Search of Little Sadie (sans overdubs) (trad.) – 2:26
16. House Carpenter (inédit) (trad.) – 5:59
17. All the Tired Horses (sans overdubs) – 1:15

### Disque 2
1. If Not for You (autre version) – 2:29
2. Wallflower (autre version) – 2:18
3. Wigwam (sans overdubs) – 3:10
4. Days of '49 (sans overdubs) (trad.) – 5:13
5. Working on a Guru (inédit) – 3:43
6. Country Pie (autre version) – 1:27
7. I'll Be Your Baby Tonight (en concert) – 3:31
8. Highway 61 Revisited (en concert) – 3:39
9. Copper Kettle (sans overdubs) (Albert Frank Beddoe) – 3:35
10. Bring Me a Little Water (inédit) (trad.) – 3:58
11. Sign on the Window (avec overdubs) – 3:51
12. Tattle O'Day (inédit) (trad.) – 3:49
13. If Dogs Run Free (autre version) – 4:10
14. New Morning (avec overdubs) – 4:04
15. Went to See the Gypsy (autre version) – 3:33
16. Belle Isle (sans overdubs) (trad.) – 2:35
17. Time Passes Slowly #2 (autre version) – 3:02
18. When I Paint My Masterpiece (démo) – 3:53

### Édition deluxe
L'édition deluxe comprend deux disques supplémentaires. Le disque 3 comprend l'intégralité du concert donné par Dylan avec The Band au festival de l'île de Wight le 31 août 1969 :
1. Intro – 0:40
2. She Belongs to Me – 3:01
3. I Threw It All Away – 3:07
4. Maggie's Farm – 4:00
5. Wild Mountain Thyme (trad.) – 2:51
6. It Ain't Me Babe – 3:09
7. To Ramona – 2:25
8. Mr. Tambourine Man – 3:08
9. I Dreamed I Saw St. Augustine – 3:32
10. Lay Lady Lay – 3:54
11. Highway 61 Revisited – 3:47
12. One Too Many Mornings – 2:38
13. I Pity the Poor Immigrant – 3:47
14. Like a Rolling Stone – 5:25
15. I'll Be Your Baby Tonight – 3:30
16. Quinn the Eskimo (The Mighty Quinn) – 2:49
17. Minstrel Boy – 3:48
18. Rainy Day Women #12 & 35 – 3:17

Le disque 4 est une version remasterisée de l'album Self Portrait.